# Comuna Hladkovîci, Ovruci
Hladkovîci (în ucraineană Гладковицька сільська рада) este o comună în raionul Ovruci, regiunea Jîtomîr, Ucraina, formată din satele Hladkovîci (reședința), Hladkovîțka Kameanka, Husarivka, Oleksandrî, Radciîți, Stașkî și Tovkaci.

## Demografie
Componența lingvistică a comunei Hladkovîci
     Ucraineană (98,3%)
     Rusă (1,22%)
     Alte limbi (0,41%)
Conform recensământului din 2001, majoritatea populației comunei Hladkovîci era vorbitoare de ucraineană (98,3%), existând în minoritate și vorbitori de rusă (1,22%).